# Лиманецька сільська рада
Лиманецька сільська́ ра́да —колишня  адміністративно-територіальна одиниця та орган місцевого самоврядування в Бериславському районі Херсонської області. Адміністративний центр — село Лиманець.

## Загальні відомості
Лиманецька сільська рада утворена 1917 року. До 2016 року мала назву — Кіровська сільська рада.
- Територія ради: 128,057 км²
- Населення ради: 1 941 особа (станом на 2001 рік)
- Територією ради протікає річка Інгулець.

## Населені пункти
Сільській раді були підпорядковані населені пункти:
- с. Лиманець
- с. Інгулівка
- с. Вітрове
- с. Чайкине
- с. Куйбишеве

## Склад ради
Рада складалася з 16 депутатів та голови.
- Голова ради: Дмитрук Володимир Степанович
- Секретар ради: Чихун Людмила Анатоліївна

### Керівний склад попередніх скликань
| Прізвище, ім'я, по батькові  | Основні відомості                                                                       | Дата обрання | Дата звільнення |
| ---------------------------- | --------------------------------------------------------------------------------------- | ------------ | --------------- |
| Павщук Валентина Дмитрівна   | Сільський голова, 1956 року народження, Українська партія «Єдність»                     | 26.03.2006   | 31.10.2010      |
| Дмитрук Володимир Степанович | Сільський голова, 1962 року народження, освіта середня спеціальна, член Партії регіонів | 31.10.2010   |                 |

Примітка: таблиця складена за даними сайту Верховної Ради України

### Депутати
За результатами місцевих виборів 2010 року депутатами ради стали:

#### За суб'єктами висування
| Суб'єкт висування                 | Кількість обраних депутатів | %    |
| --------------------------------- | --------------------------- | ---- |
| Самовисування                     | 12                          | 75   |
| Партія регіонів                   | 2                           | 12,5 |
| Єдиний Центр                      | 1                           | 6,3  |
| Політична партія «Сильна Україна» | 1                           | 6,3  |

#### За округами
| № округу                          | Прізвище, ім'я, по батькові          | Дата визнання обраним | Освіта  | Партійна приналежність                        | Відомості про обраного депутата                                          |
| --------------------------------- | ------------------------------------ | --------------------- | ------- | --------------------------------------------- | ------------------------------------------------------------------------ |
| Єдиний Центр                      |                                      |                       |         |                                               |                                                                          |
| 15                                | Крючкова Людмила Вікторівна          | 03.11.2010            | середня | член Єдиного Центру                           | приватний підприємець                                                    |
| Партія регіонів                   |                                      |                       |         |                                               |                                                                          |
| 11                                | Усов Віктор Павлович                 | 03.11.2010            | середня | позапартійний                                 | пенсіонер                                                                |
| 12                                | Кречко Оксана Миколаївна             | 03.11.2010            | середня | позапартійна                                  | тимчасово не працює                                                      |
| Політична партія «Сильна Україна» |                                      |                       |         |                                               |                                                                          |
| 14                                | Волков Валерій Миколайович           | 03.11.2010            | середня | член Політичної партії «Сильна Україна»       | ВАТ «Укртелеком», зв'язківець                                            |
| Самовисування                     |                                      |                       |         |                                               |                                                                          |
| 1                                 | Новікова Лідія Францівна             | 03.11.2010            | середня | член Всеукраїнського об'єднання «Батьківщина» | пенсіонер                                                                |
| 2                                 | Мундерецька Любов Опанасівна         | 03.11.2010            | вища    | член Партії регіонів                          | Лиманецький дитячий навчальний заклад, завідувачка                       |
| 3                                 | Попова Олена Вікторівна              | 15.07.2012            | вища    | позапартійна                                  | Лиманецька сільська рада, інспектор                                      |
| 4                                 | Колєсніков Сергій Анатолійович       | 03.11.2010            | вища    | позапартійний                                 | Кіровська загальноосвітня школа І-ІІІ ст., вчитель іноземної мови        |
| 5                                 | Бойчук Ігор Федорович                | 03.11.2010            | середня | позапартійний                                 | ВАТ «Укртелеком», зв'язківець                                            |
| 6                                 | Требусовський Микола Пантелеймонович | 03.11.2010            | середня | позапартійний                                 | тимчасово не працює                                                      |
| 7                                 | Чихун Людмила Анатоліївна            | 03.11.2010            | вища    | позапартійна                                  | Кіровська сільська рада, секретар                                        |
| 8                                 | Лисюк Василь Михайлович              | 03.11.2010            | вища    | позапартійний                                 | Кіровська загальноосвітня школа І-ІІІ ст., вчитель праці                 |
| 9                                 | Ведмецький Юрій Іванович             | 03.11.2010            | вища    | позапартійний                                 | тимчасово не працює                                                      |
| 10                                | Турок Віктор Вікторович              | 03.11.2010            | середня | позапартійний                                 | Кіровська загальноосвітня школа І-ІІІ ст., вчитель професійного навчання |
| 13                                | Гіріч Ірина Володимирівна            | 03.01.2011            | середня | позапартійна                                  | Чайкінська загальноосвітня школа, кухар                                  |
| 16                                | Бряник Володимир Іванович            | 03.11.2010            | середня | позапартійний                                 | тимчасово не працює                                                      |